# ハドソン・スクエア
座標: 北緯40度43分36秒 西経74度00分22秒 / 北緯40.7268度 西経74.0060度

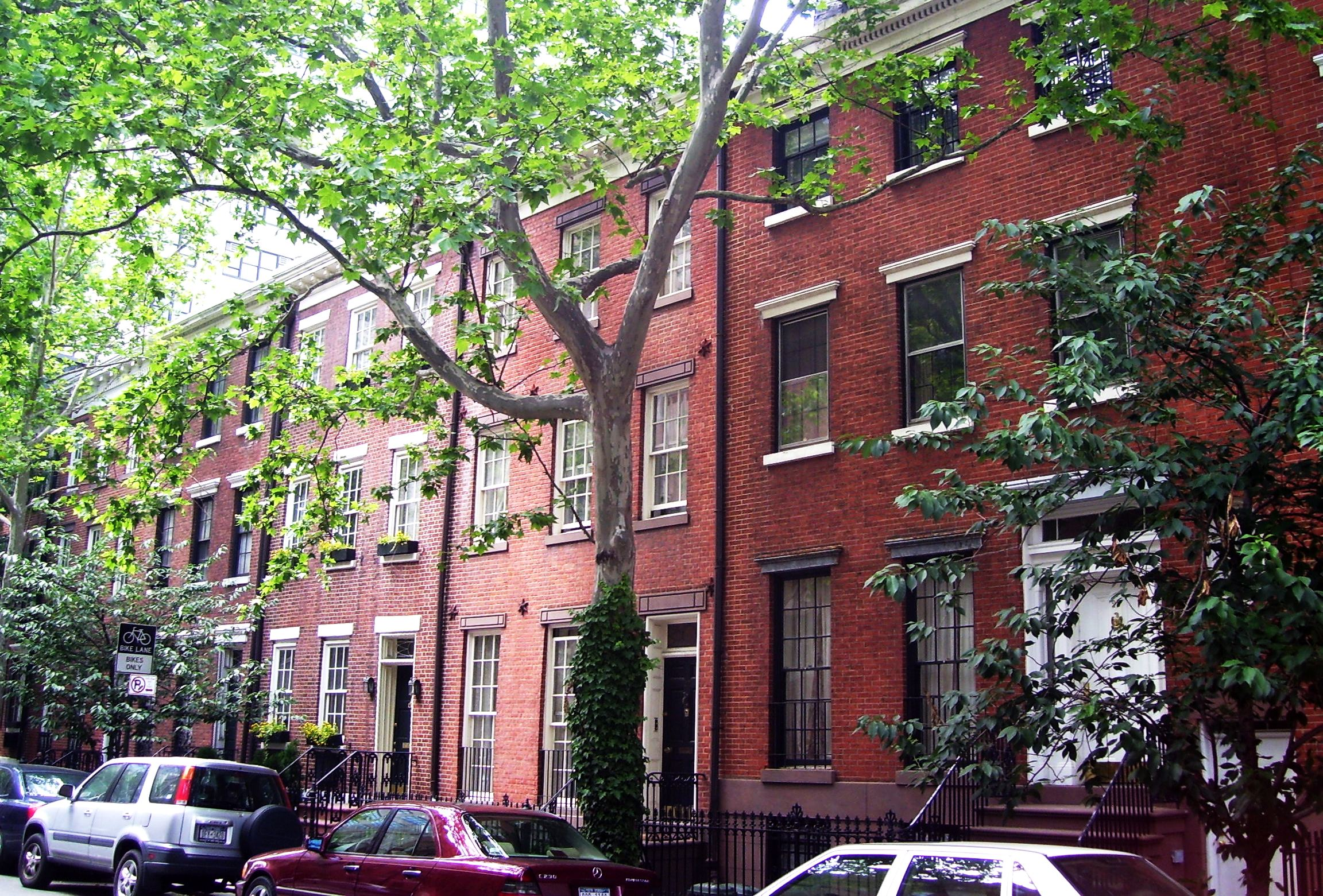
チャールトン＝キング＝ヴァンダム歴史地区のCharlton Streetに建つ連邦様式の建築群。

ハドソン・スクエア (Hudson Square) は、ニューヨーク市マンハッタン区ダウンタウンに位置する地区である。ウエスト・ソーホー (West SoHo) と呼ばれることもある。
この地区の北端はウエスト・ハウストン・ストリート、南端はキャナル・ストリート、東端は6番街（アベニュー・オブ・ジ・アメリカス）、西端はハドソン川であるとされる。この地区の北はグリニッジ・ヴィレッジ、南はトライベッカ、東はソーホーである。

## 概要
ハドソン・スクエア地区の一部はチャールトン＝キング＝ヴァンダム歴史地区 (Charlton-King-Vandam Historic District) に指定されている。この歴史地区には、19世紀前半に建てられた連邦様式 (Federal architecture) やグリーク・リヴァイヴァル様式 (Greek Revival architecture) の長屋が集中している。この地区の重要な施設としてニュージャージーからマンハッタンへの入口であるホランド・トンネルがある。この地区で最も高い建築物はトランプ・ソーホー・ホテル (Trump SoHo) である。
この地区内の地下鉄駅としては、スプリング・ストリート (Spring Street) 駅がある。またいくつかのバス路線がこの地区を走っている。
この地区はかつてはプリンティング・ディストリクト (Printing District) として知られていた。21世紀になっても、この地区では広告、デザイン、通信そしてアートなどのメディア関連の活動が活発である。

## 歴史
1776年、ジョージ・ワシントンがイギリス軍からニューヨークの防衛を指揮していたとき、彼の本部は現在のCharlton Streetおよびヴァリック・ストリートに位置するMortier Houseに置かれていた。"New Yorker"という言葉が使われた、現在知られている最古の出版物は、彼がロウアー・マンハッタンで書いた手紙である
1827年3月16日にen:John Russwurm and en:Samuel Cornish編集によるFreedom's Journalというアメリカで最初のアフリカン・アメリカンの新聞はこの地で発刊された。この新聞は国内、国際、地域の最新の出来事や編集者による奴隷制や私刑、不正に対する抗議などの情報が掲載されていた。
トリニティ・ウォール・ストリートはハドソン・スクエア内に多くの商業用不動産を有している。